# Salazar de Las Palmas
Salazar de Las Palmas, a volte semplicemente Salazar, è un comune della Colombia facente parte del dipartimento di Norte de Santander.
L'abitato venne fondato da Alonso Rangel nel 1584.